# Hotel Paper
Hotel Paper es el segundo álbum internacional y tercero de la carrera musical de la cantautora estadounidense Michelle Branch, que fue puesto a la venta el 24 de junio de 2003. Algunos de los temas principales del álbum salieron de los momentos vividos tras la gira de Michelle, del constante movimiento, la independencia, los misterios de las estaciones de autobuses y la espiritualidad.
La portada del álbum, muestra la cara de una mujer joven (Branch), refleja en su mirada el adiós a la persona o lugar que está dejando atrás, mientras la contraportada presenta su espalda hacia el espectador como simbolizando libertad.
Hotel Papel debutó en el número dos en los EE. UU. Billboard 200, vendiendo 157,000 copias en su primera semana y las ventas superaron la posición de su anterior álbum, The Spirit Room (2001). En septiembre del 2003, Hotel Papel fue certificado oro por la RIAA. El álbum vendió 1.116.000 copias en los EE. UU. hasta marzo de 2009. Hotel Paper también fue certificado de oro en Canadá para las ventas de 500.000 copias.
"Are You Happy Now?", El primer sencillo del álbum, llegó a su punto máximo en el número dieciséis en los EE. UU. Billboard Hot 100. Fue nominado para un premio Grammy en la categoría de Best Female Rock Vocal Performance en diciembre de 2003, pero perdió contra P!nk y su canción "Trouble". 
El segundo sencillo "Breathe", que alcanzó el número treinta y seis en la lista Hot 100, también logrando posicionarse en los primeros lugares de popularidad en países como EE. UU., Japón, México, Australia y Reino Unido. Siendo hasta hoy uno de los temas más emblemáticos de la cantante. 
Un tercer sencillo llamado "'Til I Get Over You", fue lanzado sin vídeo promocional, aunque la copia promocional impresa de dicho sencillo con tan solo una canción es muy buscado por sus fanáticos y comprado a altos precios en Ebay y Amazon. 
La edición japonesa de este álbum incluye un tema inédito llamado "Wanting Out", que también se puede encontrar como B-Side del sencillo "Are You Happy Now?", en las ediciones de algunos países.

## Canciones
- Intro
- Are You Happy Now?
- Find Your Way Back
- Empty Handed
- Tuesday Morning
- One Of These Days
- Love Me Like That (Ft. Sheryl Crow)
- Desperately
- Breathe
- Where Are You Now?
- Hotel Paper
- Ti'll I Get Over You
- Everywhere
- The Game Of Love
- It's You

## Edición regular Japonesa
- Intro
- Are You Happy Now?
- Find Your Way Back
- Empty Headed
- Tuesday Morning
- One Of These Days
- Love Me Like That (With Sheryl Crow)
- Desperately
- Breathe
- Where Are You Now?
- Hotel Paper
- Till I Get Over You
- Wanting Out - Bonus Track For Japan
- The Game Of Love (Santana fetauring Michelle Branch)
- It's You

### Edición Japonesa de lujo
1. Intro
2. Are You Happy Now?
3. Find Your Way Back
4. Empty Handed
5. Tuesday Morning
6. One of These Days
7. Love Me Like That (w/Sheryl Crow)
8. Desperately
9. Breathe
10. Where Are You Now?
11. Hotel Paper
12. 'Til I Get Over You
13. It's You

Enhnced CD:
1. Making Of "Hotel Paper":
a. In The Studio
b. Are You Happy Now?
c. One Of These Days
2. Live Performance:
a. Find Your Way Back
b. Empty Handed
c. Hotel Paper
3. Michelle Branch Photo Gallery

## Edición digital de lujo
Fue lanzada especialmente para iTunes, este álbum contiene además de los temas de la edición internacional, los siguientes temas y videos:
- Wanting Out (Bonus track para Japón)
- Lay Me Down (Versión en solitario)
- A Case Of You (cover de Joni Mitchel)
- Ti'll I Get Over You (Acoustic Live from AOL Sessions)
- Are You Happy Now? (Music Video)
- Breathe (Music Video)

## Sencillos
- "Are You Happy Now?" 20 de mayo de 2003
- "Breathe" 9 de diciembre de 2003
- "Ti'll I Get Over You"

### Videos musicales
- Are You Happy Now?
- Breathe

## Posicionamiento

### Álbum
| Listas (2003)                      | Posición |
| ---------------------------------- | -------- |
| Australian ARIA Albums Chart       | 18       |
| Top Canadian Albums                | 4        |
| UK Albums Chart                    | 35       |
| U.S. Billboard 200                 | 2        |
| U.S. Billboard Top Internet Albums | 2        |

### Certificaciones
| País          | Certificación | Ventas    |
| ------------- | ------------- | --------- |
| Canada        | Oro           | 50 000    |
| United States | Platino       | 1 116 000 |

### Sencillos
| Sencillo             | Listas (2003)                            | Posición |
| -------------------- | ---------------------------------------- | -------- |
| "Are You Happy Now?" | U.S. Billboard Adult Top 40              | 3        |
| "Are You Happy Now?" | U.S. Billboard Hot 100                   | 16       |
| "Are You Happy Now?" | U.S. Billboard Top 40 Adult Recurrents   | 9        |
| "Are You Happy Now?" | U.S. Billboard Top 40 Mainstream         | 4        |
| "Are You Happy Now?" | U.S. Billboard Top 40 Tracks             | 4        |
| "Are You Happy Now?" | UK Singles Chart                         | 31       |
| Sencillo             | Listas (2004)                            | Posición |
| "Breathe"            | U.S. Billboard Adult Contemporary        | 27       |
| "Breathe"            | U.S. Billboard Adult Top 40              | 13       |
| "Breathe"            | U.S. Billboard Hot Dance Music/Club Play | 3        |
| "Breathe"            | U.S. Billboard Hot Dance Singles Sales   | 2        |
| "Breathe"            | U.S. Billboard Hot 100                   | 36       |
| "Breathe"            | U.S. Billboard Top 40 Mainstream         | 18       |
| "Breathe"            | U.S. Billboard Top 40 Tracks             | 20       |